# 禿夢
禿夢（はげゆめ、HAGEYUME、HAGGE of DREAM）は、日本のヴィジュアル系エア・バンド。
松竹芸能に所属するエアドラマー・ヨシユキ（濱口優）を中心に結成した、"ブジュアル系"を提唱するパフォーマンス・ユニット。
のちに楽器演奏も行うようになり、2021年12月にザ・アーリーヌードルズ（英: THE EARLY NOODLES）へ改名した。

## 概要
2012年8月に発足した、ヨシユキ（濱口優）率いるヴィジュアル系エア・バンド。ブサイクとヴィジュアル系を融合させた"ブジュアル系"スタイルを提唱している。バンド名の由来は、ロックバンド『黒夢』から。

### 背景
元々は、濱口優が主催する「はまぐちコントサークル」内のエア・バンド企画だった。それがサークルメンバーの間で意気投合していき、本格的なエア・バンドの活動に発展した。
新宿角座を拠点に、2013年11月の単独ライブ開催から有料のライブ活動を開始。自主制作ながらもミュージック・ビデオや、オリジナル曲によるEPなどのリリースも重ね、実際にプロ活動を展開している。また、内輪だけに止どまらず、メディアの出演や外部イベントにも数多く参加している。

## メンバー
結成の発起人は、エア・ドラムス担当のヤス。プロデューサーは、リーダーのヨシユキ。幾度かメンバーの変遷を経ている。
| メンバー名     | 担当楽器                                           | 出身地   | 在籍期間               | 担当カラー   | 備考                  |
| -------------- | -------------------------------------------------- | -------- | ---------------------- | ------------ | --------------------- |
| キク           | エアリードボーカル                                 | 千葉県   | 2012年8月 - 現在       | レッド       | 別名・菊地優志        |
| ヤス           | エアドラムス / エアキーボード / エアパーカッション | 和歌山県 | 2012年8月 - 活動休止中 | イエロー     | 別名・HIRO            |
| タカマサ       | エアギター                                         | 広島県   | 2015年7月 - 現在       | ライトブルー | 別名・くぼた隆政      |
| ETチャン       | エアラップボーカル / 特殊効果                      | 北海道   | 2014年5月 - 現在       | パープル     | 別名・ムートン伊藤    |
| プロデューサー |                                                    |          |                        |              |                       |
| ヨシユキ       | エアドラムス / エアキーボード                      | 大阪府   | 2012年8月 - 現在       | グリーン     | リーダー 別名・濱口優 |

元メンバー
- ユタカ - エア・ベース（大阪府出身、別名・おねだり豊） 2012年8月 - 2015年6月
- ユースケ - エア・ギター（大阪府出身、別名・片山裕介） 2012年8月 - 2015年7月
- コウタロック - エア・ベース（埼玉県出身、別名・コウタ）2015年7月 - 2021年3月

協力スタッフ
- 楽曲プロデュース - ☆ぴょんぴょん☆
- 衣装/メイク - エリザβ
- サポート - はまぐちコントサークル

## ディスコグラフィ
自主制作のEPなどを、コンスタントにリリースしている。シンプルな連番タイトルが特徴で、ライブ会場で限定販売。後には、一部の楽曲を配信リリースもしている。
楽曲の制作は主に、松竹芸能に所属している女性タレント"☆ぴょんぴょん☆"が協力しており、リーダー・ヨシユキ（濱口優）と作詞を共作する場合もある。また、ギタリストの咲人（ナイトメア）やTakashi（カメレオ）、音楽プロデューサーのDaisuke "DAIS" Miyachi（宮地大輔）など、プロミュージシャンからの提供曲もある。
EP『禿夢』〜『禿夢IX』ほか
「代表曲」
- 禿夢
- 激〜HAGE〜（提供者：咲人）
- 髪様、毛少しだけ（提供者：Takashi）
- 禿歌（提供者：Daisuke "DAIS" Miyachi）
- リアルフォーティン
- Weakpoint Summer
- Eliza
- フライングヘアー
- veracity
- 帽子はamandora
- 抜けたサヨナラ
- 24dear
- 革命precise
- 髷
- 威風堂々
- AGA
- SMH〜スーパーミリオンヘアー
- 毛根デッド〜蒼い闇〜
- トリックオアトリートメント
- endless war
- ファラウェイ
- 君のいない季節
- 与作〜禿夢ver.〜
- magic bullet
- バルドヘッドサンタクロース
- 千本抜
- ウィンタードリーム
- 悲恋花
- あるあるママ
- キャンディエンジェル
- サマソニ落ちた
- vulture〜ハゲタカの歌〜
- チャギャー (LLS：コラボ曲)
- チョセッキ・モリ・パッパギラー (LLS：コラボ曲)

## タイアップ
- 「リアルフォーティン」 - 四国放送『濱口探検隊〜おとろしや！秘境あわ妖怪伝説〜』エンディングテーマ
- 「激〜HAGE〜」 - テレビ大阪『濱口女子大学 〜街とテントと鈴木拓〜』エンディングテーマ

## 出演

### ライブ・イベント
パフォーマンスは全編エアだが、ボーカルだけは生歌で披露する場合もある。オーディエンス達を指す呼称は、"ハゲコ・ハゲオ"。

#### 主催
＜濱口優プロデュース＞
- はまぐちコントサークル（2012年8月 - 新宿角座)
  - カドザフェス 第5部〜カウントダウンライブ〜（2015年12月31日)
  - スナックうめこスペシャル第8回（2017年10月21日)
  - 〜カウントダウンライブ〜（2017年12月31日)
  - カドフェス（2018年5月12日・8月11日)
- DAMではじけろ! 表参道カラオケ大宴会（2019年5月22日・6月19日・7月30日・11月20日、表参道GROUND）
- 濱DAフェス!

前夜祭（2019年6月28日、Zepp Nagoya）
HAPPY!ANNIVERSARY!（2019年7月2日、Zepp DiverCity）
アイドルminiフェス（2019年11月23日、新宿角座)
- DAMではじけろ! アキバ・カラオケ大宴会（2019年9月9日、秋葉原ZEST）
- DAMではじけろ! 銀座カラオケ大宴会Special（2019年10月6日、パセラ銀座BENOA）

＜ワンマンライブ＞
- 禿夢ライブ（新宿角座)

2013年（11月9日）
2014年（2月15日・5月17日・6月28日・10月25日・12月20日）
2015年（3月28日・7月11日・9月26日・12月19日）
2016年（2月20日・5月21日・10月22日・12月17日）
2017年（4月22日・7月23日・11月18日）
2018年（4月14日・10月13日）
- 禿夢ライブ in 角座広場（道頓堀 角座広場） - 野外ライブ

（2014年7月20日）（2015年5月9日・10月24日）（2016年11月12日）

#### 客演・対バン
- よみうりランド 禿夢スペシャルライブ（よみうりランド プールWAI）
（2014年8月9日）（2015年8月29日）（2016年8月21日）（2017年7月30日）（2018年8月19日）（2019年8月1日）
- カメレオ ワンマンツアー2014 ファイナル（2014年8月14日、Zepp DiverCity）
- カメレオ 3周年記念3DAYSライヴ＜めちゃ×3みなさんのおかげでした! 〜戦友バンド編〜＞（2015年1月18日、渋谷公会堂）
- YATSUI FESTIVAL! 2015（2015年6月20日、渋谷VUENOS）[13]
- Rielive in 練馬（2015年7月9日、練馬文化センター）
- お台場夢大陸 禿夢スペシャルライブ（2015年8月3日、お台場フジテレビ本社屋）
- SUMMER SONIC（幕張メッセ）

2015 SIDE-SHOW（2015年8月15日）
2017 SIDE-SHOW（2017年8月20日）
- HAIR TONIC〜MUSIC SUMMER FES〜（よしもと幕張イオンモール劇場）

2015（2015年8月15日）
2017（2017年8月20日）
- カメレオ ワンマンツアー2015 ファイナル＜THANK YOU 47 〜WE ARE KAMELEO!!〜＞（2015年9月19日、中野サンプラザ[17]
- Rakuten mama fes 2015 Autumn（2015年9月26・27日、二子玉川ライズ）[18]
- まさかの渋谷2DAYS 五輪の次はご臨終!音楽葬だヨ!全員集合!（2015年10月19日、shibuya eggman）[19]
- LUCKY FESTA vol.78（2015年10月31日、サントムーン柿田川）
- ビナウォークお笑いライブ「ブジュアル系(エア)バンド 禿夢ライブ」(2015年12月6日、ビナウォーク)
- 春の稲妻Toshlロック祭り（2016年4月29日、品川ステラボール）
- 階段を登ったその先へ（2016年7月12日、渋谷O-CREST）
- ねりまだいこん。チャリティーライブ（2016年7月24日、練馬文化センター こぶしホール）[20]
- GnD Presents『SAYONARA YD』(2016年7月30日、渋谷Glad)
- MICHAEL SPRING JUMPING CIRCUS 2017（2017年4月22日、赤坂BLITZ）[21]
- DEROOM GW SPECIAL EDITION（新木場ageHa）

(2017年5月4日) (2018年5月4日)
- 光浦靖子 presents「芸能人と歌手とバンドの夏フェス」(2017年8月25日、渋谷club asia)
- jealkb主催フェス「オトタノ」(2017年9月18日、新宿ReNY)[23]
- WKWK LIVE vol.5 〜WKWK PROJECTと素敵なアーティスト達〜（2018年4月27日・28日、新宿BLAZE）
- お友達になってください season10（2018年7月14日、渋谷ヨシモト∞ホール）
- 道南函館黒船 2018（2018年7月22日、函館港 緑の島）
- DAIS MUSIC FESTIVAL（2018年7月28日、名古屋ReNY limited）
- TOKYO IDOL FESTIVAL 2018（2018年8月5日、フジテレビ本社屋/お台場特設会場）
- 禿夢 出張ライブ（2018年8月13日、新潟 越後湯沢）
- Dream祭り（2018年9月8日、甲府駅北口甲府城山手御門）
- SUPER WEEKEND 2018（2018年9月9日、長野市オリンピック記念アリーナ）
- JOINT〜ヲタル the party!（2018年11月8日、渋谷THE GAME）
- HI-STANDING SPECIAL BAND LIVE（2018年11月28日、白金高輪SELENE b2）
- Chubbiness五周年ワンマンライブ「5周年だよ! 集大成! ありがとう祭り! 」(2018年12月1日、品川インターシティホール)
- I-DREAM MUSIC FESTIVAL 2018 FINA（2018年12月30日、名古屋ReNY limited）
- オマエがひょうきん族〜憂鬱な週明けバブリー革命〜（2019年1月21日、渋谷REX）
- 海蔵亮太 1stアルバム『Communication』リリース記念イベント応援オープニングアクト（2019年1月22日、池袋サンシャインシティ噴水広場）[24]
- 「北野誠、DAISのこれから…」公開収録LIVE（2019年）
（2月4日、表参道GROUND）（3月17日、さいたま新都心コクーンシティ）[25]（4月7日・8月18日、イトーヨーカードー大和鶴間）[26]（6月1日、プライムツリー赤池）
- ジュリアナの祟り（エナツの祟りに改名） ワンマンライブ「タタリのハジマリ」(2019年3月12日、後楽園ホール)
- JOINT〜ヲタル the party!（2019年3月19日、渋谷THE GAME）
- イロモノフェス（2019年4月22日、渋谷REX）
- 音霊 OTODAMA SEA STUDIO 2019「アニストFES」(2019年5月18日、神奈川県三浦海岸OTODAMA SEA STUDIO)[27]
- エンタメイベントJOINT（渋谷THE GAME）

vol.1（2019年7月25日）
vol.4（2019年12月11日）
- CBCラジオ夏祭り2019（2019年7月26日 - 28日、名古屋 久屋大通公園）
- TOKYO IDOL FESTIVAL 2019（2018年8月4日、フジテレビ本社屋/お台場特設会場）
- ageHaハロウィン（2019年10月26日、新木場ageHa）
- Best Beautiful Booking vol,3（2019年10月26日、新宿ReNY）
- 青春☆ワンダーランド in FUKUOKA!! vol.5（2019年11月3日、福岡スカラエスパシオ）
- PIDL☆CHAMPIONS LEAGUE 2019（2019年11月23日、新宿角座)
- 江夏フェス2020冬（2020年1月8日、Shibuya O-EAST)

ほか
イベント
- 禿夢 インストアイベント（2015年7月20日、モラージュ菖蒲）
- 「BURNER」インストアイベント（2015年11月21日、BURNERルミネエスト新宿店）

ほか

### テレビ番組
- Break Out「カメレオvs禿夢」(2014年8月7日、テレビ朝日系）[28]
- マンスリーTV「ミュージックアレンジバトル! 歌編」(2015年4月21日、日本テレビ）
- 有田ジェネレーション（2016年8月2日、TBS系列）[29]
- 北野誠、DAISのこれから…（2018年8月17日・12月21日・2019年ほか、TOKYO MX）

### 配信番組
- 禿夢 SHOWROOMチャンネル（SHOWROOM)
- 禿レオ 〜禿夢×カメレオ 新感覚バラエティ〜（2015年10月 - 2016年12月、アメスタ → AbemaTV) - 不定期放送[30]
- セッさんフルさんの今夜もすべらNight（2016年5月13日、SHOWROOM) - キク、コウタロックのみ

### 広告・イメージモデル
- メンズカジュアルブランド「BURNER」(2015年11月)

### コラボレーション
2020年に大阪府を拠点に活動するカワサキと剣先の二人からなるアートユニットのProject C.K.×禿夢のコラボTシャツが数量限定販売されていた。